# Šujskij rajon
Il Šujskij rajon (in russo Шуйский район?) è un rajon dell'Oblast' di Ivanovo, nella Russia europea; il capoluogo è Šuja, fra gli altri centri abitati si ricorda Kolobovo. Istituito nel 1929, il rajon ricopre una superficie di 1.090 chilometri quadrati e nel 2010 ospitava una popolazione di circa 23.000 abitanti.